# Чемпионат мира по спортивному ориентированию 2018
Чемпионат мира по спортивному ориентированию 2018 (англ. Nokian Tyres World Orienteering Championships 2018) — 35-й чемпионат мира, который прошел с 4 августа по 11 августа 2018 года в городах Рига и Сигулда, Латвия. WOC2018 стал последним чемпионатом мира в соответствии с «старой» системой, объединяющей городские и лесные дистанции. Медали разыграли в пяти дисциплинах (спринт, спринт-эстафета, лонг (длинная дистанция), миддл (средняя дистанция), эстафета).

## Центры соревнований
Церемония открытия чемпионата мира и спринтерские гонки прошли в столице Латвии - Риге.
Рижский международный аэропорт является крупнейшим аэропортом в Латвии и странах Балтии. 
Он расположен в 13 км к юго-западу от Риги. До города можно добраться на автобусе или на такси. 
Лесные дистанции прошли в Сигулде - «Латвийская Швейцария». Сигулда находится в 53 км от Риги и является одним из самых популярных туристических направлений в Латвии. Из Риги до Сигулды можно добраться на поезде, автобусе или автомобиле. Центр соревнований расположен в Культурном центре Сигулды. Церемония награждения проводилась на площади возле железнодорожного вокзала.

## Программа соревнований
| 03.08.2018 | Пятница     | Прибытие                           |         |
| 04.08.2018 | Суббота     | Спринт квалификация / Спринт финал | Рига    |
| 05.08.2018 | Воскресенье | Спринт - эстафета                  | Рига    |
| 06.08.2018 | Понедельник | День отдыха                        |         |
| 07.08.2018 | Вторник     | Средняя дистанция                  | Сигулда |
| 08.08.2018 | Среда       | День отдыха                        |         |
| 09.08.2018 | Четверг     | Эстафета                           | Сигулда |
| 10.08.2018 | Пятница     | День отдыха                        |         |
| 11.08.2018 | Суббота     | Длинная дистанция                  | Сигулда |
| 12.08.2018 | Воскресенье | День Отъезда                       |         |

## Районы соревнований

### Спринт квалификация (Рига)
Квалификация проходила в центре города Риги в парке Кронвальда. Городская область с бизнес-частями и некоторыми
жилыми районами и парк, разделенные непроходимыми
водными преградами. В основном жилая площадь и парк с
большим количеством дорог. Трамвайное движение в район соревнований будет
контролироваться полицией.

### Спринт финал (Рига)
Старый город Риги (Объект всемирного наследия ЮНЕСКО) средневековый город, который развивался много
веков. Центр города с дорогими и узкими пассажими. Много улиц с брусчаткой. Можно ожидать некоторый локальный трафик.

### Спринт-эстафета (Рига)
Часть Риги на левом берегу реки Даугава в основном затройка второй половины 20-го века, частные территории и многоквартирные дома, парк.
В основном жилой район с большим количеством дорог. Можно ожидать некоторый локальный трафик.

### Средняя дистанция (Сигулда)
Долины реки Гауя с боковыми оврагами. Лес различного типа. Большое количество лиственных деревьев в
пойме рядом с рекой, где может замедлится скорость бега. Перепад высот 75 м.
Пробегаемость от очень хорошей до плохой. Видимость уменьшена
из-за растительности и лиственных деревьев.

### Эстафета (Сигулда)
Долина реки Гауя с боковыми оврагами. Лес различного типа. Дороги и дорожки
различных категорий. Перепад высот высот 95 м
Пробегаемость от очень хорошей до очень сложной. Видимость уменьшена из-за густой растительности.

### Длинная дистанция (Сигулда)
Долина реки Гауя с боковыми оврагами. Лес различного типа. Дороги и дорожки
различных категорий. Перепад высот 95 м
Пробегаемость от очень хорошей до плохой.
Видимость варьируется от средней до преимущественно плохой из-за
густой растительности.

## Параметры дистанций

### Спринт квалификация
|                                  | Женщины | Мужчины |
| -------------------------------- | ------- | ------- |
| Длина (км)                       | 3,1-3,4 | 3,5-3,6 |
| Набор высоты (м)                 | 0       | 0       |
| Количество КП                    | 16-18   | 17-21   |
| Ожидаемое время победителя (мин) | 12      | 12      |

### Спринт финал
|                                  | Женщины | Мужчины |
| -------------------------------- | ------- | ------- |
| Длина (км)                       | 3,8     | 4,3     |
| Набор высоты (м)                 | 15      | 20      |
| Количество КП                    | 17      | 18      |
| Ожидаемое время победителя (мин) | 13      | 13      |

### Спринт эстафета
|                                  | Женщины (1,4 этапы) | Мужчины (2,3 этапы) |
| -------------------------------- | ------------------- | ------------------- |
| Длина (км)                       | 3,7                 | 4,5                 |
| Набор высоты (м)                 | 30                  | 30                  |
| Количество КП                    | 20                  | 22                  |
| Ожидаемое время победителя (мин) | 14                  | 14                  |

### Средняя дистанция
|                                  | Женщины | Мужчины |
| -------------------------------- | ------- | ------- |
| Длина (км)                       | 4,8     | 5,9     |
| Набор высоты (м)                 | 195     | 235     |
| Количество КП                    | 17      | 19      |
| Ожидаемое время победителя (мин) | 33      | 33      |

### Эстафета
|                                  | Женщины (1-2-3 этапы) | Мужчины (1-2-3 этапы) |
| -------------------------------- | --------------------- | --------------------- |
| Длина (км)                       | 4,7                   | 5,7                   |
| Набор высоты (м)                 | 270                   | 305                   |
| Количество КП                    | 15-16                 | 16-17                 |
| Ожидаемое время победителя (мин) | 34                    | 34                    |

### Длинная дистанция
|                                  | Женщины | Мужчины |
| -------------------------------- | ------- | ------- |
| Длина (км)                       | 9,9     | 16,1    |
| Набор высоты (м)                 | 475     | 640     |
| Количество КП                    | 18      | 24      |
| Ожидаемое время победителя (мин) | 80      | 100     |

## Страны участницы
- Австралия
- Австрия
- Аргентина
- Беларусь
- Бельгия
- Болгария
- Бразилия
- Великобритания
- Венгрия
- Германия
- Гонконг
- Дания
- Египет
- Израиль
- Ирландия
- Испания
- Италия
- Казахстан
- Канада
- КНДР
- Китай
- Колумбия
- Латвия
- Литва
- Северная Македония
- Молдова
- Нидерланды
- Новая Зеландия
- Норвегия
- Польша
- Португалия
- Республика Корея
- Россия
- Румыния
- Сербия
- Словакия
- Словения
- США
- Турция
- Украина
- Финляндия
- Франция
- Хорватия
- Чехия
- Швейцария
- Швеция
- Эстония
- ЮАР
- Япония

## Результаты

#### Мужчины
| Дата       | Золото           | Серебро        | Бронза          | Дисциплина        |
| ---------- | ---------------- | -------------- | --------------- | ----------------- |
| 04.08.2018 | Даниэль Хубман   | Тим Робертсон  | Андреас Кибурц  | Спринт            |
| 07.08.2018 | Эскиль Киннеберг | Даниэль Хубман | Флориан Ховальд | Средняя дистанция |
| 11.08.2018 | Олав Лунданес    | Руслан Глебов  | Фабиан Хертнер  | Длинная дистанция |

#### Женщины
| Дата       | Золото              | Серебро             | Бронза          | Дисциплина        |
| ---------- | ------------------- | ------------------- | --------------- | ----------------- |
| 04.08.2018 | Майя Альм           | Туве Александерссон | Джудит Видер    | Спринт            |
| 07.08.2018 | Наталья Гемперле    | Марика Тейни        | Изия Бассет     | Средняя дистанция |
| 11.08.2018 | Туве Александерссон | Майя Альм           | Сабина Хаусвирт | Длинная дистанция |

#### Эстафеты
| Дата       | Золото                                                                               | Серебро                                                                     | Бронза                                                               | Дисциплина         |
| ---------- | ------------------------------------------------------------------------------------ | --------------------------------------------------------------------------- | -------------------------------------------------------------------- | ------------------ |
| 05.08.2018 | Швеция 1. Туве Александерссон 2. Эмиль Свенск 3. Йонас Леандерссон 4. Каролин Олссон | Швейцария 1. Елена Рус 2. Флориан Ховальд 3. Фабиан Хертнер 4. Джудит Видер | Дания 1. Аманда Фальк Вебер 2. Туя Лассен 3. Якоб Эдсен 4. Майя Альм | Спринт-эстафета    |
| 09.08.2018 | Норвегия 1. Халан Стейер Гаут 2. Эскиль Киннеберг 3. Магне Дахли                     | Швейцария 1. Флориан Ховальд 2. Даниэль Хубман 3. Матиас Кибурц             | Франция 1.Николас Рио 2. Лукас Бассет 3. Фредерик Траншанд           | Эстафета (мужчины) |
| 09.08.2018 | Швейцария 1. Елена Рус 2. Юлия Якоб 3. Джудит Видер                                  | Швеция 1. Хелена Бергман 2. Каролин Олссон 3. Туве Александерссон           | Россия 1. Анастасия Рудная 2. Татьяна Рябкина 3. Наталья Гемперле    | Эстафета (женщины) |

## Медальный зачет
| Место | Страна         | Золото | Серебро | Бронза | Всего |
| ----- | -------------- | ------ | ------- | ------ | ----- |
| 1     | Норвегия       | 3      | 0       | 0      | 6     |
| 2     | Швейцария      | 2      | 3       | 5      | 2     |
| 3     | Швеция         | 2      | 2       | 0      | 2     |
| 4     | Дания          | 1      | 1       | 1      | 1     |
| 5     | Россия         | 1      | 0       | 1      | 1     |
| 6     | Новая Зеландия | 0      | 1       | 0      | 1     |
| 6     | Украина        | 0      | 1       | 0      | 1     |
| 6     | Финляндия      | 0      | 1       | 0      | 1     |
| 7     | Франция        | 0      | 0       | 2      | 1     |
| Всего | Всего          | 9      | 9       | 9      | 27    |